# Sandra Pixberg
Sandra Pixberg (* 1970 in Essen) ist eine deutsche Autorin.

## Leben
Pixberg wuchs in Nordrhein-Westfalen auf und studierte nach einem einjährigen Arbeitsaufenthalt in Südamerika Kulturwissenschaft, Romanistik und Erziehungswissenschaften. Nach ihrem Magisterabschluss arbeitete sie als Journalistin und Werbefachfrau, zunächst in der Hansestadt Bremen, ab 2002 auf Rügen. Sie verfasste Artikel zu wissenschaftlichen und kulturellen Themen u. a. in der Bremer Lokalredaktion der Tageszeitung Die Welt.
2007 erschien ihr erstes Buch über das Leben des Rügener Pastors Johann Gottlieb Picht. In ihrem Regionalkrimi Viertelmord – Chavis und der tote Tänzer verknüpfte sie die Handlung und Personen mit der Historie des Bremer Stadtteils Viertel. Teilweise mit ihrer Co-Autorin Karolin Küntzel zusammen veröffentlichte sie zahlreiche Wander- und Radtourenführer für Rügen, Fischland-Darß-Zingst und Usedom. 2020 verfasste sie gemeinsam mit der Pastorin Ellen Nemitz einen Reiseführer für Pilgernde auf dem Weg der Heiligen Birgitta, der u. a. durch Mecklenburg-Vorpommern führt. Ihr Wissen von der Geschichte der Region fand auch Eingang in dem historischen Rügenroman Das Orakel von Jasmund.
Pixberg lebt mit ihrer Familie in Altefähr auf Rügen.

## Werke
- Das Orakel von Jasmund. Mitteldeutscher Verlag, Halle 2022, ISBN 978-3-96311-404-5
- Pilgerweg der Birgitta. Steffen Media, Berlin 2020, ISBN 978-3-941681-57-6
- Die mangelnde Demut der Möhrenträgerin. Die Beginen e.V., Rostock 2019, ISBN 978-3-947401-09-3
- Rügen – 99 Besonderheiten der Insel. Mitteldeutscher Verlag, Halle, 2017, ISBN 978-3-95462-773-8
- Rügen & Hiddensee. Reiseführer. Publicpress, Geseke, 2016, ISBN 978-3-89920-808-5
- Aktiv-Reiseführer Insel Usedom. Steffen Verlag, Berlin, 2016, ISBN 978-3-95799-002-0
- Aktiv-Reiseführer Fischland-Darß-Zingst. Steffen Verlag, Berlin, 2014, ISBN 978-3-942477-78-9
- Aktiv-Reiseführer Rügen & Hiddensee. Steffen Verlag, Berlin, 2014, ISBN 978-3-942477-77-2
- Viertelmord. Edition Temmen, Bremen, 2012, ISBN 978-3-8378-7015-2
- Das Gute eifrig lieben. Reprint-Verlag, Bergen auf Rügen, 2007, ISBN 978-3-939915-01-0